# Dirk Kempthorne
Dirk Arthur Kempthorne (San Diego, 29 ottobre 1951) è un politico statunitense, Segretario degli Interni degli Stati Uniti d'America nell'amministrazione Bush Jr. dal 2006 al 2009 e in precedenza Governatore dell'Idaho dal 1999 al 2006. Precedentemente, Kempthorne ha ricoperto la carica di senatore per lo stato dell'Idaho dal 1993 al 1999.

## Biografia
Laureatosi in scienze politiche all'Università dell'Idaho, Kempthorne fu per un anno presidente del corpo studentesco della sua facoltà. Dopo la laurea, lavorò come vicepresidente dell’Idaho Home Builders Association.
Nel 1985 venne eletto sindaco di Boise e la sua popolarità crebbe tanto da consentirgli un ulteriore mandato senza dover concorrere con altri candidati. Nel 1992 ottenne un seggio al Senato e mantenne l'incarico per sei anni, finché non decise di candidarsi a Governatore dell'Idaho. Vinse con un largo margine (68% contro il 29% dell'avversario) e venne rieletto nel 2002.
Nel 2006, in seguito alle dimissioni di Gale Norton, il Presidente Bush nominò Kempthorne Segretario degli Interni, impiego che mantenne fino alla fine dell'amministrazione.